# Lhokseumawe
Lhokseumawe är en stad i Aceh på norra Sumatra i Indonesien. Den är en av regionens fem städer och har strax över 200 000 invånare, vilket gör den till Acehs näst största stad.

## Administrativ indelning
Staden var år 2007 indelad i tre underdistrikt (kecamatan) som i sin tur var indelade i 67 gampong, en administrativ enhet av mindre storlek. Av dessa var 32 urbana, resterande var av landsbygdskaraktär.

### Underdistrikt
- Banda Sakti
- Blang Mangat
- Muara Dua